# 红叶下珠
红叶下珠（学名：Phyllanthus ruber）为大戟科叶下珠属下的一个种。

## 扩展阅读
- 維基物種上的相關：红叶下珠